# Saipem 7000
El Saipem 7000 es la segunda mayor grúa marina del mundo, tras la SSCV Thialf (14 200 t). Las grúas que equipa garantizan un poder de elevación de 14 000 t a 42 m sobre la cubierta. Su propietaria es la empresa italiana de ingeniería y construcción Saipem.

## Concepto
El Saipem 7000, originalmente llamado Micoperi 7000, fue concebido a principios de los años 1980 por su propietario original, Micoperi, como una grúa para instalar plataformas petrolíferas multifunción, para establecer las cubiertas y sus estructuras usando sus dos grandes grúas giratorias. También sería capaz de sostener a los trabajadores del montaje de la plataforma dándoles cobijo e instalaciones para grandes tripulaciones de trabajadores. El tamaño de la nave y su capacidad para semisumergirse le permite trabajar incluso bajo las peores condiciones meteorológicas imaginables, a diferencia de otros navíos más pequeños y convencionales.
El enorme costo de un navío de este tamaño sería compensado por el ahorro de tiempo y dinero a la hora de realizar su trabajo. Anteriormente a la introducción de este tipo de naves, las plataformas petrolíferas de alta mar se construían como módulos de hasta 2000 t que se situaban con buques monoquilla, y después se conectaban entre sí. Este trabajo podía durar un año.

## Trabajos recientes
El Saipem 7000 ha participado en la construcción de los proyectos de oleoductos y gasoductos Diana, Blue Stream, Ormen Lange, Medgaz y en el almacenamiento de gas Castor.

## Récords
La embarcación tiene en su haber el registro mundial de levantamiento de peso con 12 150 t sobre el Mar Mediterráneo. Además cuenta con el registro local del Golfo de México, con 10 473 t.
También tiene el récord en profundidad de instalación de tuberías. El oleoducto Blue Stream entre Rusia y Turquía instalado a 2150 m bajo la superficie del Mar Negro. El Balder lo superó a finales del 2005 con 2200 m. El Medgaz, en llegó hasta los 2500 m de profundidad.